# Список глав государств в 1172 году
Список глав государств в 1171 году — 1172 год — Список глав государств в 1173 году — Список глав государств по годам

## Азия
- Аббасидский халифат — Аль-Мустади Биамриллах, халиф (1170 — 1180)
- Анатолийские бейлики —
  - Артукиды — 
    - Мухаммад ибн Кара-Арслан, эмир (Хисн Кайф) (1167 — 1185)
    - Алпы Наджм, эмир (Мардин) (1152 — 1176)

  - Данишмендиды — 
    - Шамс ад-Дин Исмаил, мелик (в Сивасе) (1166 — 1172)
    - Зу-н-Нун, мелик (в Сивасе) (1172 — 1174)
    - Фахреддин, эмир (в Малатье) (1170 — 1172)
    - Афридун, эмир (в Малатье) (1172 — 1175)

  - Иналогуллары — Махмуд, эмир (1142 — 1183)
  - Менгджуки (Менгучегиды) — Фахр ад-дин Бахрам-шах, бей (1155 — 1218)
  - Салтукиды — Насир ад-дин Мухаммад, эмир (1168 — 1191)
  - Шах-Армениды — Сукман II Насир ад-дин , эмир (1128 — 1185)
- Антиохийское княжество — Боэмунд III, князь (1163 — 1201)
- Восточно-Караханидское ханство — 
  - Мухаммед III Богра-хан, хан (в Кашгаре) (1156 — 1180)
  - Ибрахим III Богра-хан, хан (в Узкенде) (1162 — 1178)
- Газневидское государство — Хосров Малик, султан (1160 — 1186)
- Грузинское царство — Георгий III, царь (1156 — 1184)
- Гуриды — Гийас уд-Дин, султан (1163 — 1202)
  - Шамс уд-Дин, малик (в Бамийане) (1163 — 1192)
- Дайвьет — Ли Ан Тонг, император[англ.] (1138 — 1175)
- Дали (Дачжун) — Дуань Чжисин, король (1171 — 1200)
- Западно-Караханидское ханство — Масуд-хан, хан (1163 — 1178)
- Иерусалимское королевство — Амори I, король (1162 — 1174)
- Ильдегизиды — Шамс ад-Дин Ильдегиз, великий атабек (1136 — 1175)
- Индия —
  - Венад[англ.] — Вира Адитья Варма, махараджа[англ.] (1167 — 1173)
  - Западные Чалукья[англ.] — Джагадекамалла III, махараджа (1164 — 1183)
  - Какатия — Пратарапудра I, раджа (1158 — 1195)
  - Калачури[англ.] — Совидева, раджа[англ.] (1168 — 1176)
  - Качари — Суражит, царь (ок. 1155 — ок. 1180)
  - Пала — Говиндапала, царь (1162 — 1174)
  - Парамара[англ.] — Виндхьяварман, махараджа[англ.] (1160 — 1193)
  - Сена — Баллала Сена, раджа (1159 — 1179)
  - Соланки — Кумарапала, раджа (1143 — 1173)
  - Хойсала — Нарасимха I, перманади (1152 — 1173)
  - Чандела — Парамарди, раджа (1165 — 1203)
  - Чола — Раджараджа Чола II, махараджа (1150 — 1173)
  - Ядавы (Сеунадеша) — Калия Баллала, махараджа (1165 — 1173)
- Иран —
  -  Баванди — Хасан I, испахбад (1165 — 1173)
  -  Хазараспиды — Абу Тахир ибн Мухаммад, атабек (1148 — 1203)
- Йемен —
  - Зурайиды — 
    - Мухаммад II, амир (1166 — 1174)
    - Абус Сюид II, амир (1166 — 1174)

  - Махдиды — Абд ан-Наби ибн Али, амир (1163 — 1174)
  -  Хамданиды — Али бин Хатим, султан (1161 — 1174)
- Кедах — Муджафар Шах I, султан[англ.] (1136 — 1179)
- Киликийское царство — Млех, князь (1170 — 1175)
- Китай — 
  -  Империя Сун  — Сяо-цзун (Чжао Шэнь), император (1162 — 1189)
  - Западное Ся — Жэнь-цзун (Ли Жэньсяо), император (1139 — 1193)
    - Найманская империя — Инанч-хан (ок. 1160 — 90 гг.)
    - Кереитское ханство — Тогорил-хан (1171 — 1203)
    - Монгольское ханство — Таргутай-Кирилтух (1171 —1189)

  - Каракитайское ханство (Западное Ляо) — Елюй Пусувань, императрица (1163 — 1177)
  - Цзинь — Ваньянь Улу (Ши-цзун), император (1161 — 1189)
- Кхмерская империя (Камбуджадеша) — Трибхуванадитьяварман, император (1166 — 1177)
- Конийский (Румский) султанат — Кылыч-Арслан II, султан (1156 — 1192)
- Корея (Корё)  — Мёнджон, ван (1170 — 1197)
- Лемро — Минонса, царь[англ.] (1167 — 1174)
- Мальдивы — Мути, султан (1166 — 1185)
- Паган — Наратейнха, царь[англ.] (1171 — 1174)
- Полоннарува — Паракрамабаху I, царь (1153 — 1186)
- Сельджукская империя — 
  - Иракский султанат — Арслан-шах, султан (1161 — 1177)
  - Керманский султанат — Бахрам-шах, султан (1169 — 1174)
  - Нур ад-Дин Махмуд, атабек Алеппо (1146 — 1174)
  - Нур ад-Дин Махмуд, эмир Дамаска (1154 — 1174)
  - Гази II Саиф ад-Дин, эмир Масула (1170 — 1180)
- Сунда — Дармакусумах, махараджа (1156 — 1175)
- Графство Триполи — Раймунд III, граф (1152 — 1187)
- Тямпа — Джая Индраварман IV, князь (1167 — 1190)
- Государство Хорезмшахов — 
  - Тадж ад-Дин Ил-Арслан, хорезмшах (1156 — 1172)
  - Джелал ад-Дин Султан-шах, хорезмшах (1172)
  - Ала ад-Дин Текеш, хорезмшах (1172 — 1200)
- Шеддадиды (Анийский эмират) — Шаханшах ибн Махмуд, эмир (1164 — 1174)
- Ширван — Ахситан I, ширваншах (1160 — 1197)
- Япония — Такакура, император (1168 — 1180)

## Африка
- Айюбиды — Салах ад-Дин, великий визирь Египта (1171 — 1174)
- Альмохады — Абу Якуб Юсуф, халиф (1163 — 1184)
- Гана — Бирама, царь (1160 — 1180)
- Гао — Йасабой, дья (ок. 1170 — ок. 1190)
- Канем — Бири I, маи (1150 — 1176)
- Килва — Сулейман ибн аль-Хасан ибн Давуд, султан (1170 — 1189)
- Макурия — Моисей, царь (ок. 1158 — ок. 1174)
- Нри[англ.] — Буифе, эзе[англ.] (1159 — 1259)
- Эфиопия — Наакуето Лааб, император (1159 — 1207)

## Европа
- Англия — Генрих II Плантагенет, король (1154—1189)
- Венгрия —
  - Иштван III, король (1162—1172)
  - Бела III, король (1172—1196)
- Венецианская республика —
  - Витале II Микьель, дож (1156—1172)
  - Себастиано Дзиани, дож (1172—1178)
- Византийская империя — Мануил I Комнин, император (1143—1180)
- Дания — Вальдемар I Великий, король (1157—1182)
- Ирландия — Руайдри Уа Конхобайр, верховный король (1166—1183)
  - Айлех —
    - Ниалл мак Муйрхертах мак Лохлайнн, король (1167—1176)
    - Аэд Уа Нейлл, король (1167—1177)

  - Десмонд — Диармайт Мор Маккарти, король (1143—1175, 1176—1185)
  - Коннахт — Руайдри Уа Конхобайр, король (1156—1183)
  - Миде — Домналл Брегах Мак Маэл Сехлайнн, король (1169—1173)
  - Ольстер —
    - Донн Слэйбе мак Кон Улад мак Дуйнн Слейбе, король (1171—1172)
    - Руайдри мак Кон Улад мак Дуйнн Слейбе, король (1172—1201)

  - Томонд — Домналл Мор мак Тойрделбайг, король (1168—1194)
- Испания —
  - Ампурьяс — Уго III, граф (ок. 1154 — ок. 1173)
  - Арагон — Альфонсо II Целомудренный, король (1164—1196)
  - Кастилия — Альфонсо VIII, король (1158—1214)
  - Леон — Фердинанд II, король Леона (1157—1188)
  - Майорка (тайфа) — Исхак, эмир (1156—1183)
  - Наварра — Санчо VI, король (1150—1194)
  - Пальярс Верхний — Артау (Артальдо) IV, граф (ок. 1167 — ок. 1182)
  - Пальярс Нижний — Арнау Миро I, граф (1124—1174)
  - Прованс — Альфонсо I (король Арагона Альфонсо II Целомудренный), граф (1167—1173, 1185—1196)
  - Урхель — Эрменгол VII, граф (1154—1184)
- Киевская Русь (Древнерусское государство) — Роман Ростиславич, великий князь Киевский (1171—1173, 1174—1176)
  - Белгородское княжество — Рюрик Ростиславич, князь (1171—1189)
  - Владимиро-Суздальское княжество — Андрей Юрьевич Боголюбский, великий князь Владимирский (1157—1174)
  - Волынское княжество — Роман Мстиславич, князь (1170—1188, 1188—1199)
  - Галичское княжество — Ярослав Владимирович Осмомысл, князь (1153—1187)
  - Городенское княжество — Мстислав Всеволодович, князь (1170 — ок. 1183)
  - Дорогобужское княжество — Мстислав Владимирович, князь (1171—1173)
  - Курское княжество — Всеволод Святославич, князь (1164—1196)
  - Луцкое княжество — Ярослав Изяславич, князь (1154—1180)
  - Муромское княжество — Юрий Владимирович, князь (1161—1174)
  - Новгород-Северское княжество — Олег Святославич, князь (1164—1180)
  - Новгородское княжество — Юрий Андреевич, князь (1171—1175)
  - Овручское княжество — Рюрик Ростиславич, князь (1168—1194)
  - Переяславское княжество — Владимир Глебович, князь (1169—1187)
  - Полоцкое княжество — Всеслав Василькович, князь (1162—1167, 1167—1180)
    - Витебское княжество — Брячислав Василькович, князь (1168—1175, 1178—1181)
    - Друцкое княжество — Глеб Рогволодович, князь (1144—1151, 1159—1162, ок. 1171 — ок. 1181)

  - Рязанское княжество — Глеб Ярославич, князь (1145—1147, 1148—1153, 1161—1178)
  - Смоленское княжество — Ярополк Романович, князь (1171—1173, 1174—1175)
  - Туровское княжество — Иван Юрьевич, князь (1167—1190, 1195—1207)
  - Черниговское княжество — Святослав Всеволодович, князь (1164—1180)
- Норвегия — Магнус V, король (1161—1184)
- Островов королевство —
  - Дугал, король Островов и Аргайла (1164 — ок. 1200)
  - Ангус, король Островов и Гарморана (1164—1210)
  - Ранальд, король Островов и Кинтайра (1164—1209)
  - Годред II, король Островов и Мэна (1164—1187)
- Папская область —
  - Александр III, папа римский (1159—1181)
  - Каликст III, антипапа (1168—1177)
- Польша — Болеслав IV Кудрявый, князь-принцепс (1146—1173)
  - Великопольское княжество — Мешко, князь[англ.] (1138—1179, 1181—1202)
  - Сандомирское княжество — Болеслав Кудрявый, князь (1166—1173)
  - Силезское княжество —
    - Болеслав I Долговязый, князь[англ.] (1163—1173)
    - Мешко I Плясоногий, князь[англ.] (1163—1173)

  - Мазовецкое княжество — Болеслав Кудрявый, князь[англ.] (1138—1173)
- Померания —
  - Померания-Деммин — Казимир I, князь (1156—1180)
  - Померания-Штеттин — Богуслав I, князь (1156—1187)
- Померелия (Поморье) — Собеслав I, князь (1155 — 1177)
- Португалия — Афонсу I Великий, король (1139—1185)
- Священная Римская империя — Фридрих I Барбаросса, император Священной Римской империи, король Германии (1155—1190)
  - Австрия — Генрих II Язомирготт, герцог (1156—1177)
  - Ангальт — Бернхард I, граф (1170—1212)
  - Бавария — Генрих XII Лев, герцог (1156—1180)
  - Баден — Герман IV, маркграф (1160—1190)
  - Бар — Генрих I, граф (1170—1190)
  - Берг — Энгельберт I, граф (1160—1189)
  - Бранденбург — Оттон I, маркграф (1170—1184)
  - Веймар-Орламюнде[нем.] — Герман I, граф (1170—1176)
  - Верхняя Лотарингия — Матье I, герцог (1139—1176)
  - Вюртемберг — Людвиг II, граф (1158—1181)
  - Гелдерн — Генрих I, граф (1131—1182)
  - Голландия — Флорис III, граф (1157—1190)
  - Гольштейн — Адольф III, граф (1164—1203)
  - Каринтия — Герман, герцог (1161—1181)
  - Клеве —
    - Дитрих II, граф (1147—1172)
    - Дитрих III, граф (1172—1198)

  - Лимбург — Генрих III, герцог (1167—1221)
  - Лувен — Готфрид III Смелый, граф (1142—1190)
  - Лужицкая (Саксонская Восточная) марка — Дитрих II, маркграф (1156—1185)
  - Люксембург — Генрих IV Слепой, граф (1136—1196)
  - Мейсенская марка — Оттон II Богатый, маркграф (1156—1190)
  - Мекленбург — Прибислав, князь (1167—1178)
  - Монбельяр — Амадей, граф (1163—1195)
  - Монферрат — Вильгельм V Старый, маркграф (ок. 1136 — 1191)
  - Намюр — Генрих I (Генрих IV Люксембургский), граф (1139—1189)
  - Нассау — Вальрам I, граф (1154—1198)
  - Нижняя Лотарингия — Готфрид VII, герцог (1142—1190)
  - Ольденбург — Мориц I, граф (1167—1209)
  - Рейнский Пфальц — Конрад, пфальцграф (1156—1195)
  - Саарбрюккен — Симон I, граф (1135—1182)
  - Савойя — Гумберт III, граф (1148—1189)
  - Саксония — Генрих Лев, герцог (1142—1180)
  - Салуццо — Манфред I, маркграф (1125—1175)
  - Сполето — Вельф VI, герцог (1152 — 1160, 1167—1173)
  - Тироль — Бертольд, граф (1165—1180)
  - Тюрингия —
    - Людвиг II Железный, ландграф (1140—1172)
    - Людвиг III Благочестивый, ландграф (1172—1190)

  - Церинген — Бертольд IV, герцог (1152—1186)
  - Чехия —
    - Владислав I, король (1158—1172)
    - Фридрих (Бедржих), князь (1172—1173, 1178—1189)
    - Брненское княжество —
      - Владислав I (король), князь (ок. 1161 — 1172)
      - Фридрих (Бедржих), князь (1172—1173)

    - Зноемское княжество — Конрад III Ота, князь (ок. 1161 — 1191)
    - Оломоуцкое княжество — Фридрих (Бедржих), князь (1162—1173)

  - Швабия — Фридрих VI, герцог (1170—1191)
  - Шверин — Гунцелин I, граф (ок. 1167 — 1185)
  - Штирия (Карантанская марка) — Отакар IV, маркграф (1164—1180)
  - Эно (Геннегау) — Бодуэн V, граф (1171—1195)
  - Юлих — Вильгельм I, граф (1143—1176)
- Сербия —
  - Дукля — Михайло III Воислав, жупан (1162—1186)
  - Рашка — Стефан I Неманя, великий жупан (1166—1196)
- Сицилийское королевство — Вильгельм II Добрый, король (1166—1189)
  - Таранто — Вильгельм II Добрый, князь (1157—1189)
- Уэльс —
  - Гвинед —
    - Майлгун II ап Оуайн, принц (1170—1173)
    - Давид I ап Оуайн, принц (1170—1194)
    - Родри II ап Оуайн, принц (1170—1195)

  - Дехейбарт — Рис ап Грифид, король (1155—1197)
  - Поуис Вадог — Грифид Майлор, король (1160—1191)
  - Поуис Венвинвин — Оуайн Кивейлиог, король (1160—1195)
- Франция — Людовик VII, король (1137—1180)
  - Аквитания — Алиенора, герцогиня (1137—1204)
    - Арманьяк — Бернар IV, граф (1160—1193)

  - Ангулем — Гильом VI, граф (1140—1179)
  - Анжу — Генрих II Плантагенет, граф (1151—1189)
  - Блуа — Тибо V, граф (1152—1191)
  - Бретань — Констанция, герцогиня (1166—1196)
    - Нант — Генрих II Плантагенет, граф (1158—1185)
    - Ренн — Констанция, графиня (1166—1196)

  - Булонь — Матье Эльзасский, граф (1160—1173)
  - Бургундия (герцогство) — Гуго III, герцог (1162—1192)
  - Бургундия (графство) — Беатрис I, пфальцграфиня (1148—1184)
  - Вермандуа — Филипп Эльзасский, граф (1167—1191)
  - Макон — Жеро I, граф (1155—1184)
  - Невер — Ги I, граф (1168—1175)
  - Нормандия — Генрих II Плантагенет, герцог (1150—1189)
  - Овернь — Гильом VIII, граф (1155—1182)
  - Прованс —
    - Раймунд V Тулузский, маркиз (1148—1194)
    - Альфонс II Тулузский, маркиз (1148 — ок. 1175)

  - Руссильон —
    - Жирар II, граф (1164—1172)
    - в 1172 году присоединен к Арагону

  - Тулуза —
    - Раймонд V, граф (1148—1194)
    - Альфонс II, граф (1148 — ок. 1175)

  - Фландрия — Филипп Эльзасский, граф (1168—1191)
  - Фуа — Роже Бернар I, граф (1148—1188)
  - Шалон — Гильом II, граф (1166—1192)
  - Шампань — Генрих I, граф (1152—1181)
- Швеция — Кнут I Эрикссон, король (1167—1196)
- Шотландия — Вильгельм I Лев, король (1165—1214)

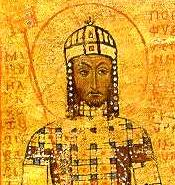
Мануил I Комнин 1143—1180 Император Византии
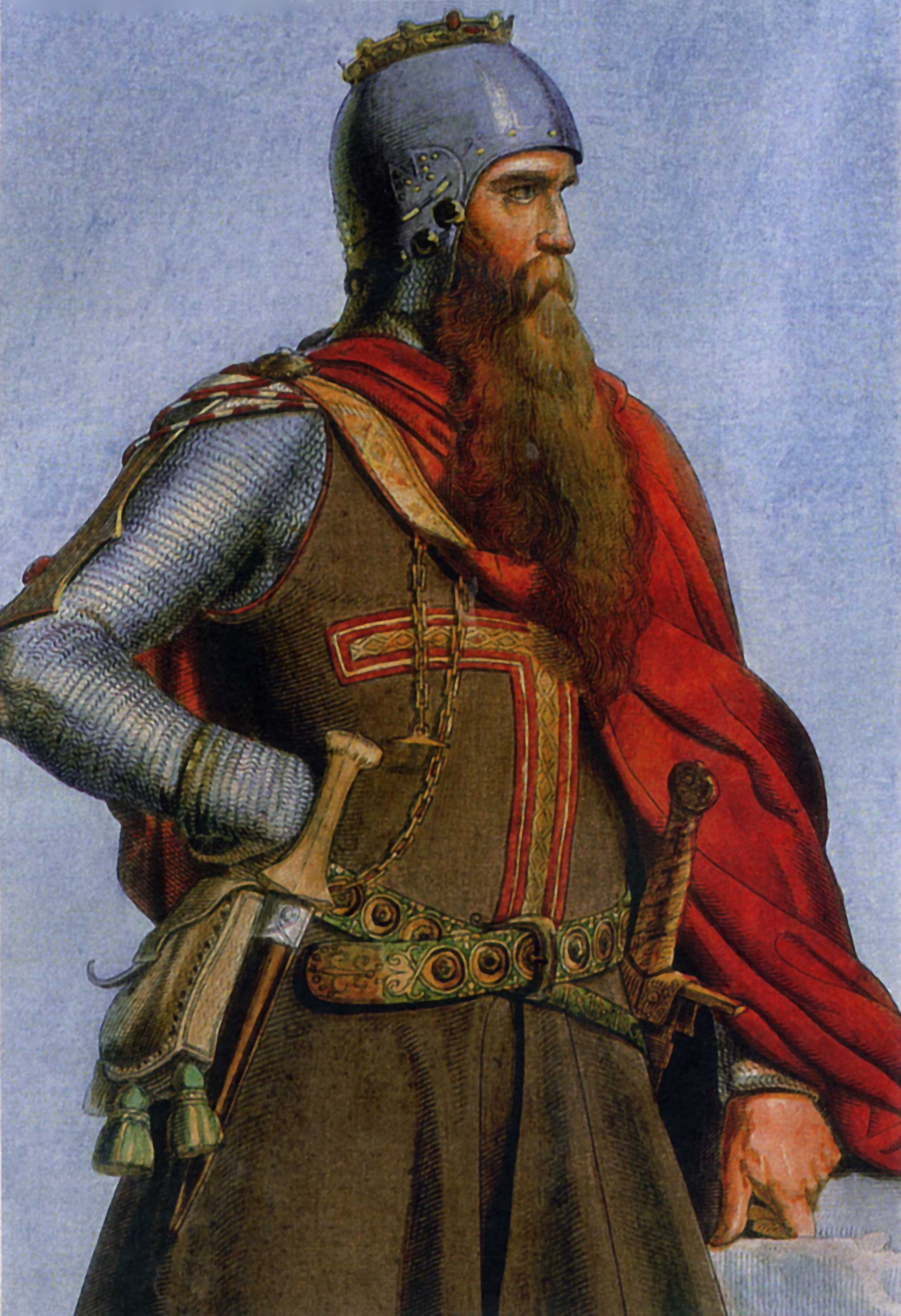
Фридрих I Барбаросса 1155—1190 Император Священной Римской империи
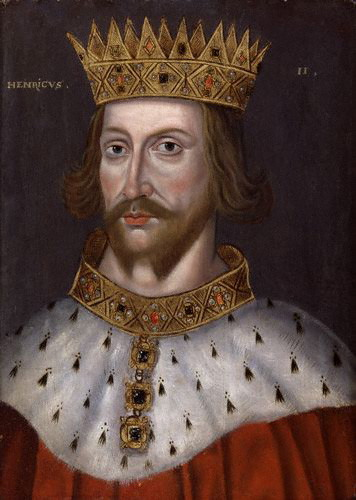
Генрих II Плантагенет 1154—1189 Король Англии
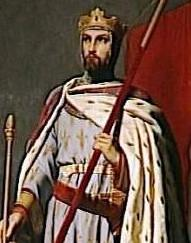
Людовик VII 1137—1180 Король Франции
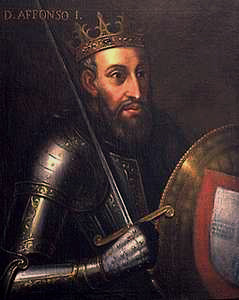
Афонсу I Великий 1139—1185 Король Португалии
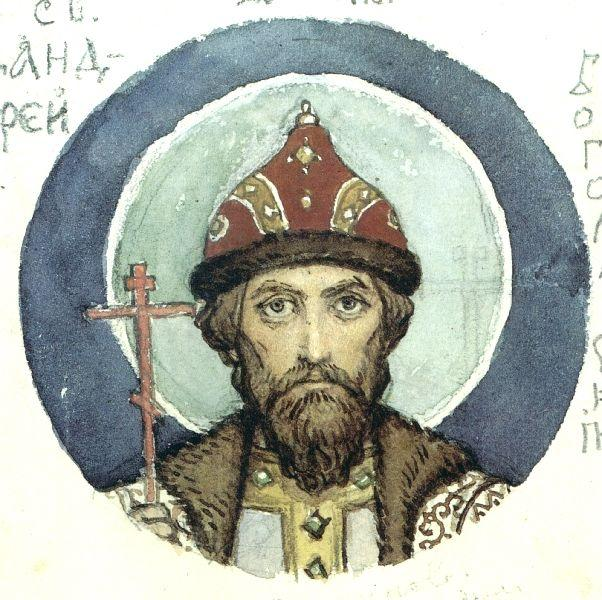
Андрей Юрьевич Боголюбский 1169—1174 Великий князь Владимирский
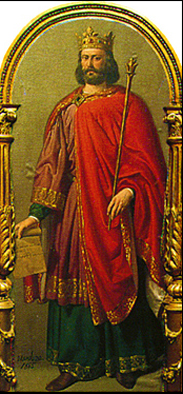
Санчо VI Мудрый 1150—1194 Король Наварры
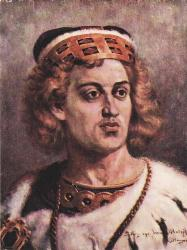
Болеслав IV Кудрявый 1146—1173 Князь-принцепс Польши
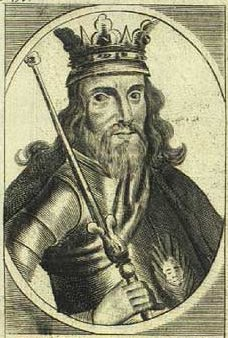
Вальдемар I Великий 1157—1182 Король Дании
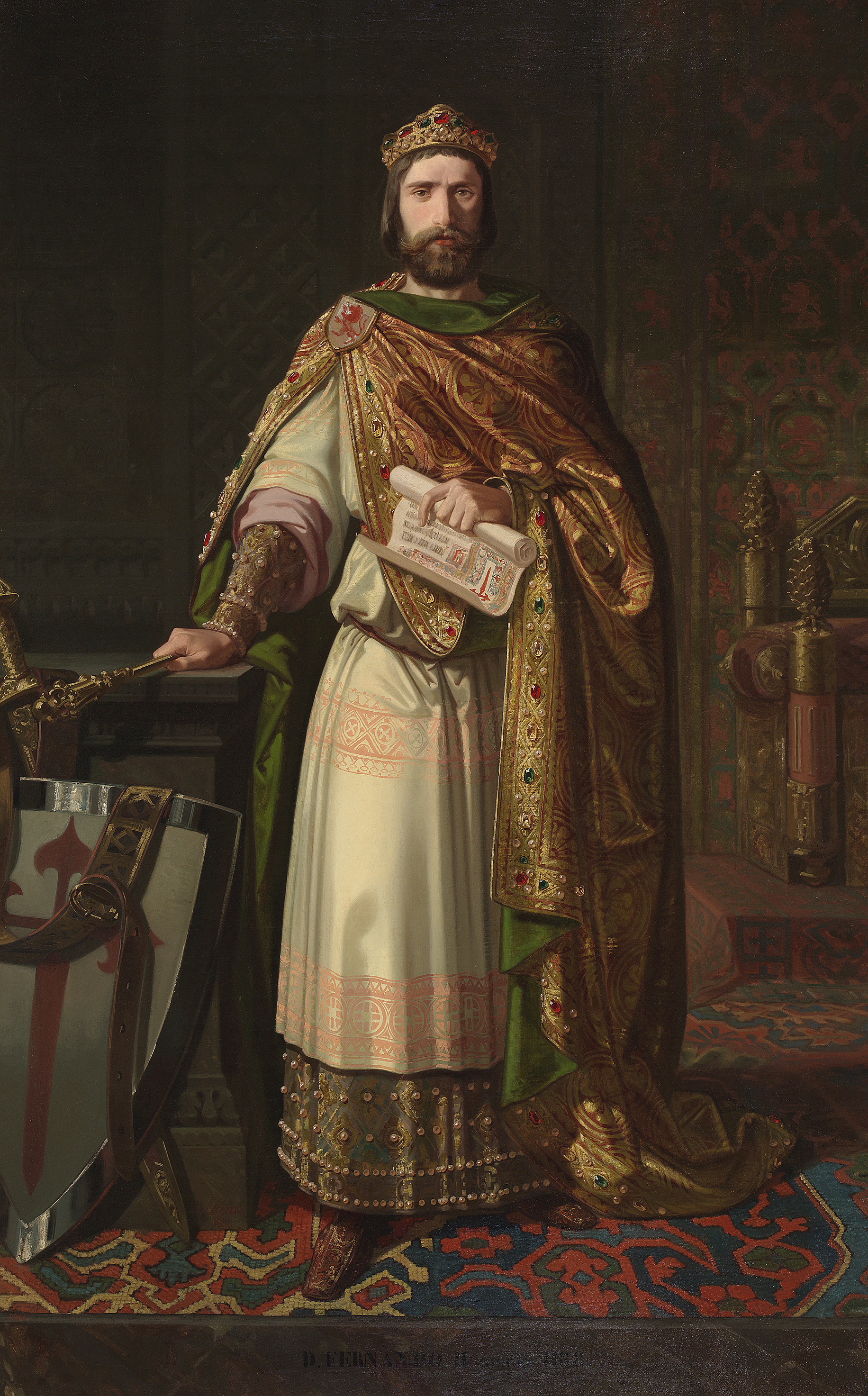
Фердинанд II 1157—1188 Король Леона
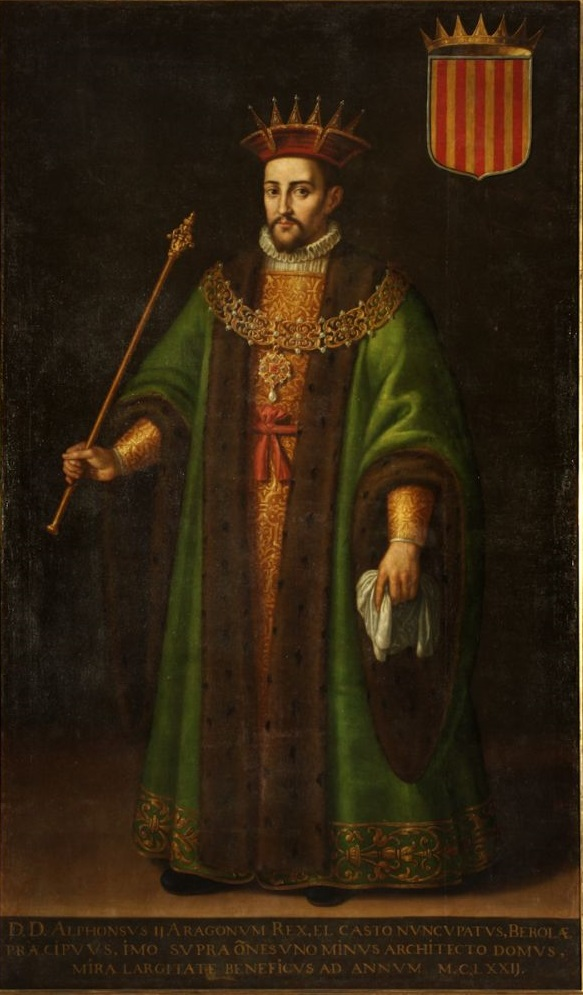
Альфонсо II Целомудренный 1164—1196 Король Арагона
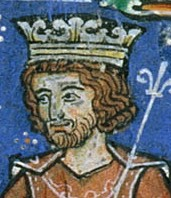
Амори I 1162—1174 Король Иерусалима
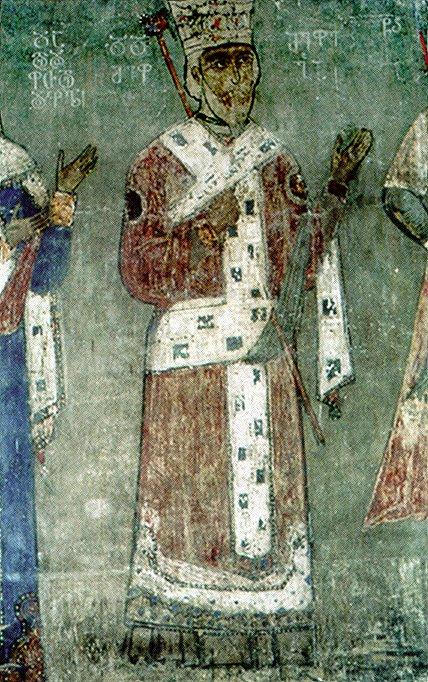
Георгий III 1156—1184 Царь Грузии
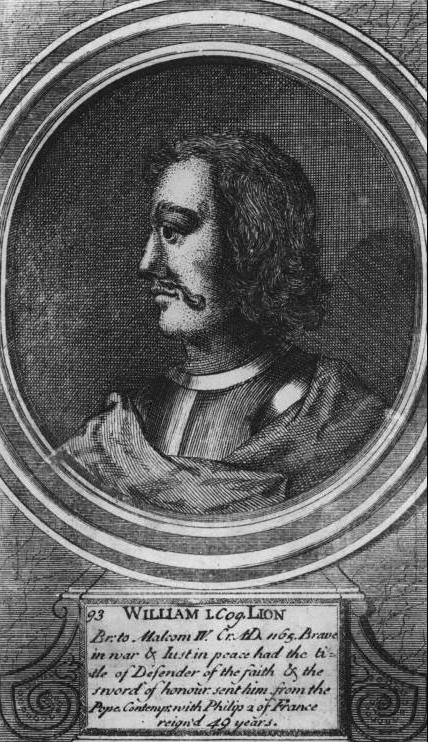
Вильгельм I Лев 1165—1214 Король Шотландии
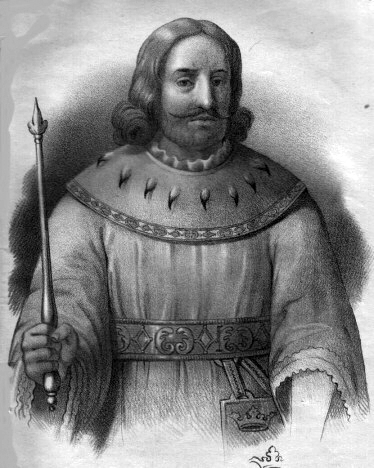
Кнут I Эрикссон 1167—1196 Король Швеции
Сяо-цзун 1162—1189 Император Китая
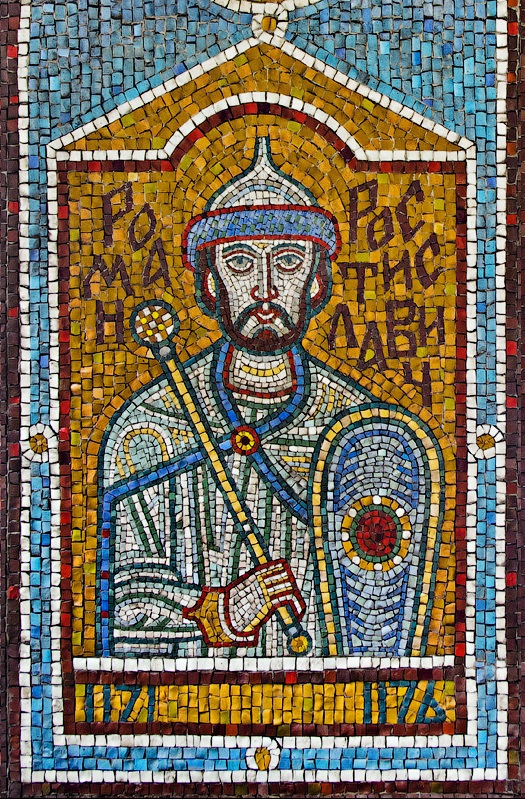
Роман Ростиславич 1171—1173, 1174—1176 Великий князь Киевский
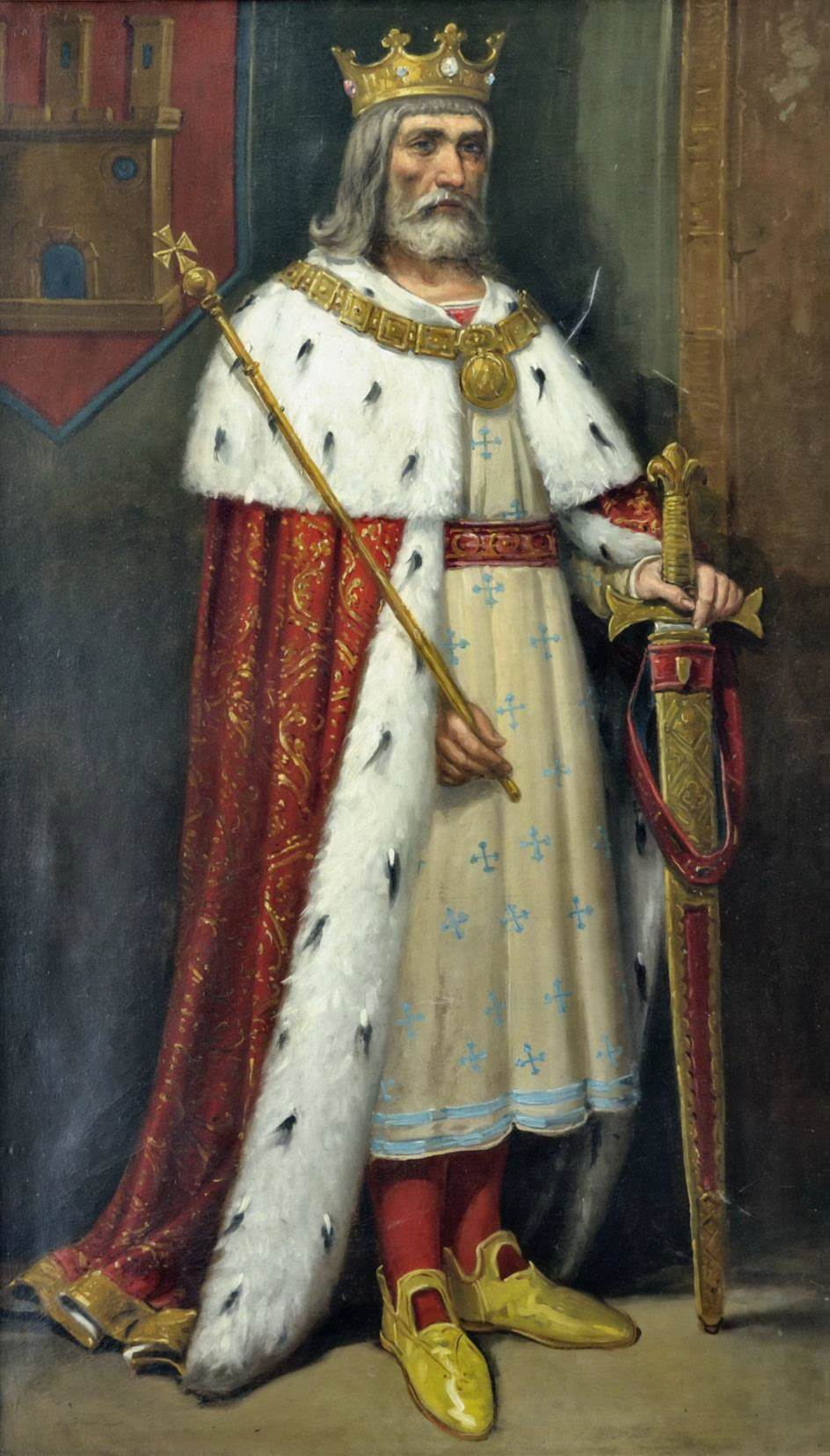
Альфонсо VIII 1158—1214 Король Кастилии
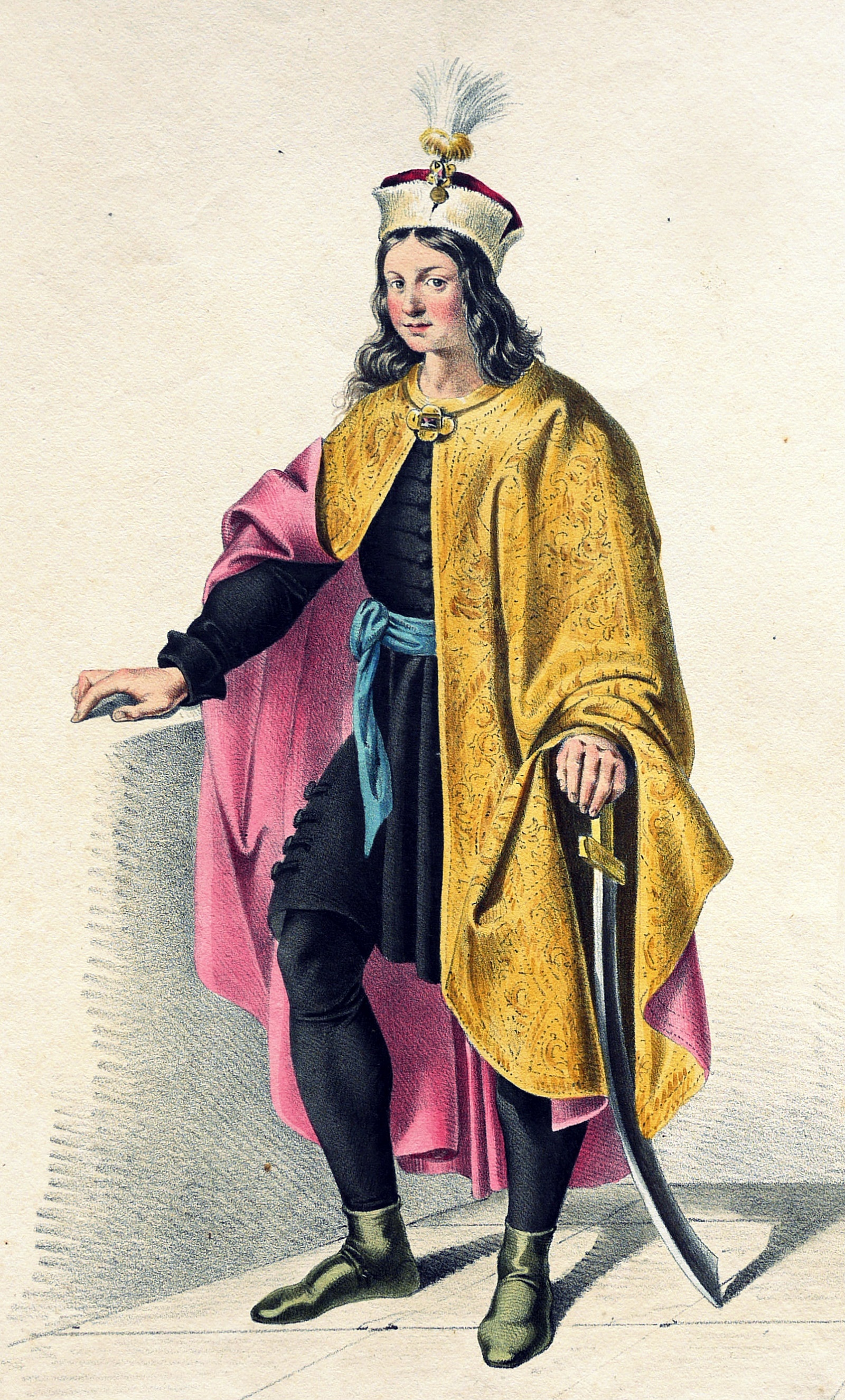
Иштван III 1162—1172 Король Венгрии
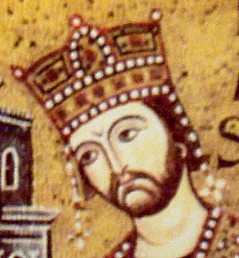
Вильгельм II Добрый 1166—1189 Король Сицилии
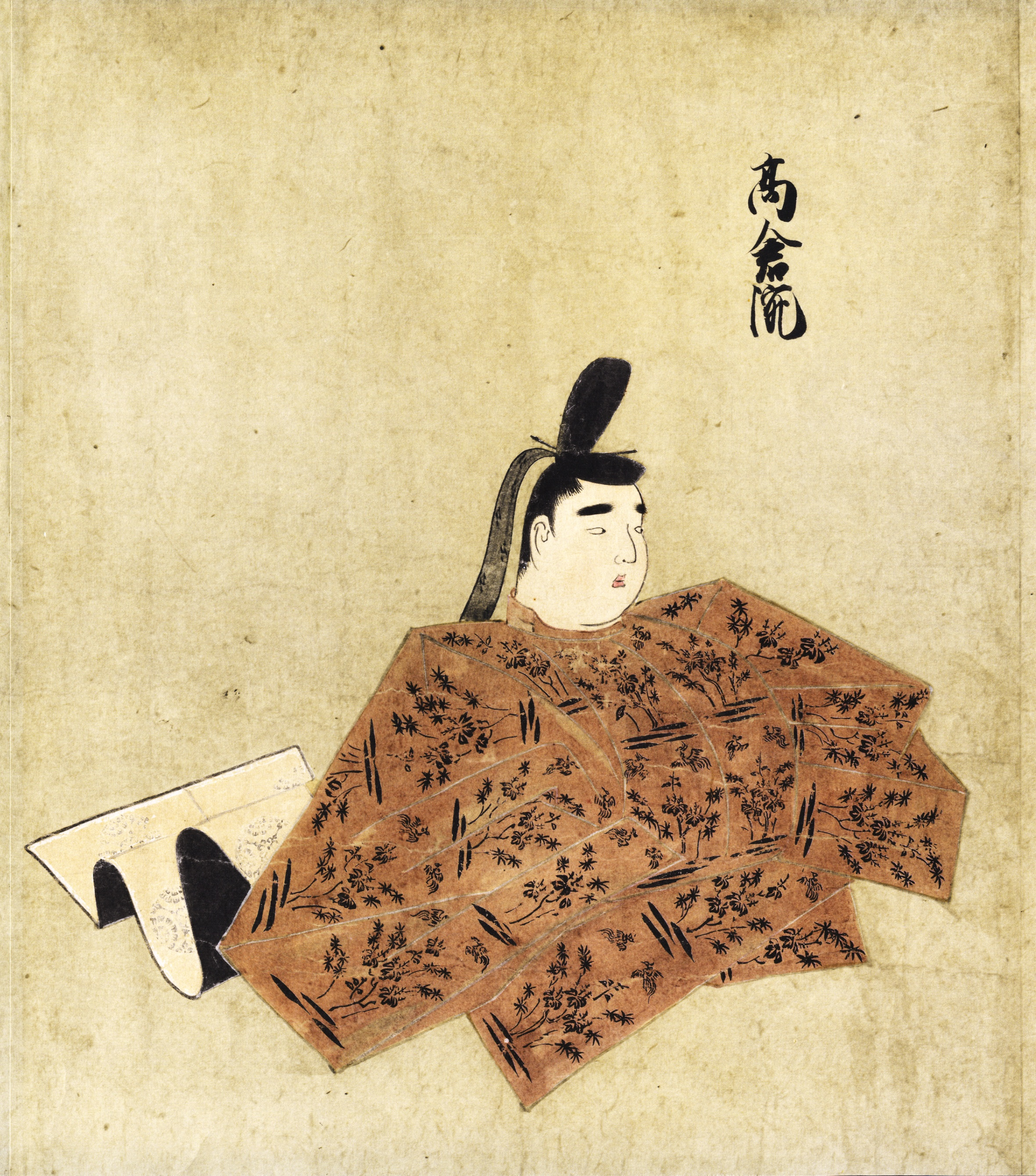
Такакура 1168—1180 Император Японии
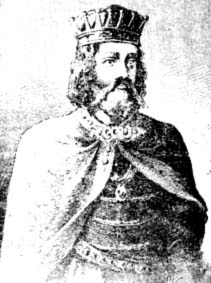
Стефан Неманя 1166—1196 Великий жупан Рашки
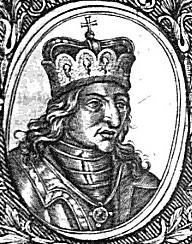
Фридрих (Бедржих) 1172—1173, 1178—1189 Князь Чехии
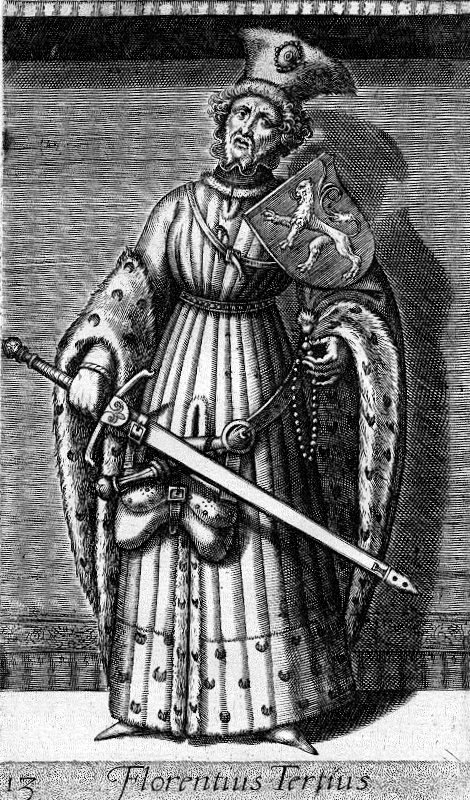
Флорис III 1157—1190 Граф Голландии
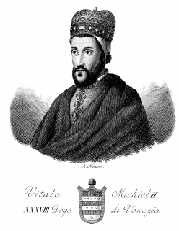
Витале II Микель 1156—1172 Дож Венеции
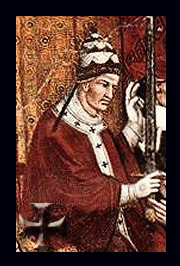
Александр III 1159—1181 Папа римский